# Ion Chiricuță
Ion Chiricuță (n. 7 ianuarie 1918, Bârlad, județul Tutova (azi județul Vaslui – d. 1988, Cluj) a fost un medic român, specialist în oncologie, director al Institutului Oncologic din Cluj.

## Biografie
Tatăl său era preotul Toma Chiricuță, doctor în teologie în Germania. A decedat la Cluj, în 1988, fiind profesor, șef de disciplină, directorul Institutului Oncologic din Cluj.
Ion Chiricuță a devenit doctor în medicină și chirurgie al Facultății de Medicină și Chirurgie din București în 1942. A ocupat prin concurs posturile de extern și intern, apoi secundar de chirurgie la Clinica Chirurgicală a Spitalului Brâncovenesc de sub direcția profesorului Iacob Iacobovici, al cărui elev apropiat și asistent a fost. În continuare a lucrat la Institul Oncologic București.
În 1958, la propunerea profesorului Octav Costăchel, preia conducerea Institutului Oncologic din Cluj, devenită vacantă prin moartea Prof. Rubin Popa. La preluare, Institutul Oncologic din Cluj, unul dintre cele mai vechi din țară, înființat în 1929, avea un local impropriu, o bază materială precară, personal redus și o activitate științifică modestă. Ion Chiricuță a început treptat modernizarea Institutului până când, în 1962, ajutat de ministrul Voinea Marinescu, a început construcția unui nou local pentru Institutul Oncologic, terminat în 1965.
Activitatea organizatorică a fost dublată de cea profesională și științifică, Institutul Oncologic prezentându-și prestigioasele realizări prin publicații în țară și peste hotare sau prezentate în cadrul unor importante sesiuni, devenite tradiționale și recunoscute.
Ion Chiricuță a devenit profesor de oncologie în 1971. a fost membru a numeroase societăți științifice internaționale, între care Societatea Internațională de Chirurgie, de Oncologie, de Senologie (Société Internationale de Sénologie (S.I.S.), expert OMS, membru al Uniunii Medicale Balcanice (Union Medicale Balkanique), vicepreședinte al Societății de Oncologie, membru al Societății de Chirurgie, la ale cărei ședințe lunare ale filialei din Cluj participa întotdeauna cu comunicări și lucrări substanțiale și interesante. Unul dintre cele mai frumoase momente din cariera profesorului Chiricuță a fost numirea sa ca președinte de onoare al Congresului Mondial de Chirurgie Plastică din Paris, în 1987, o recunoaștere a priorității sale în chirurgia omentului mare.

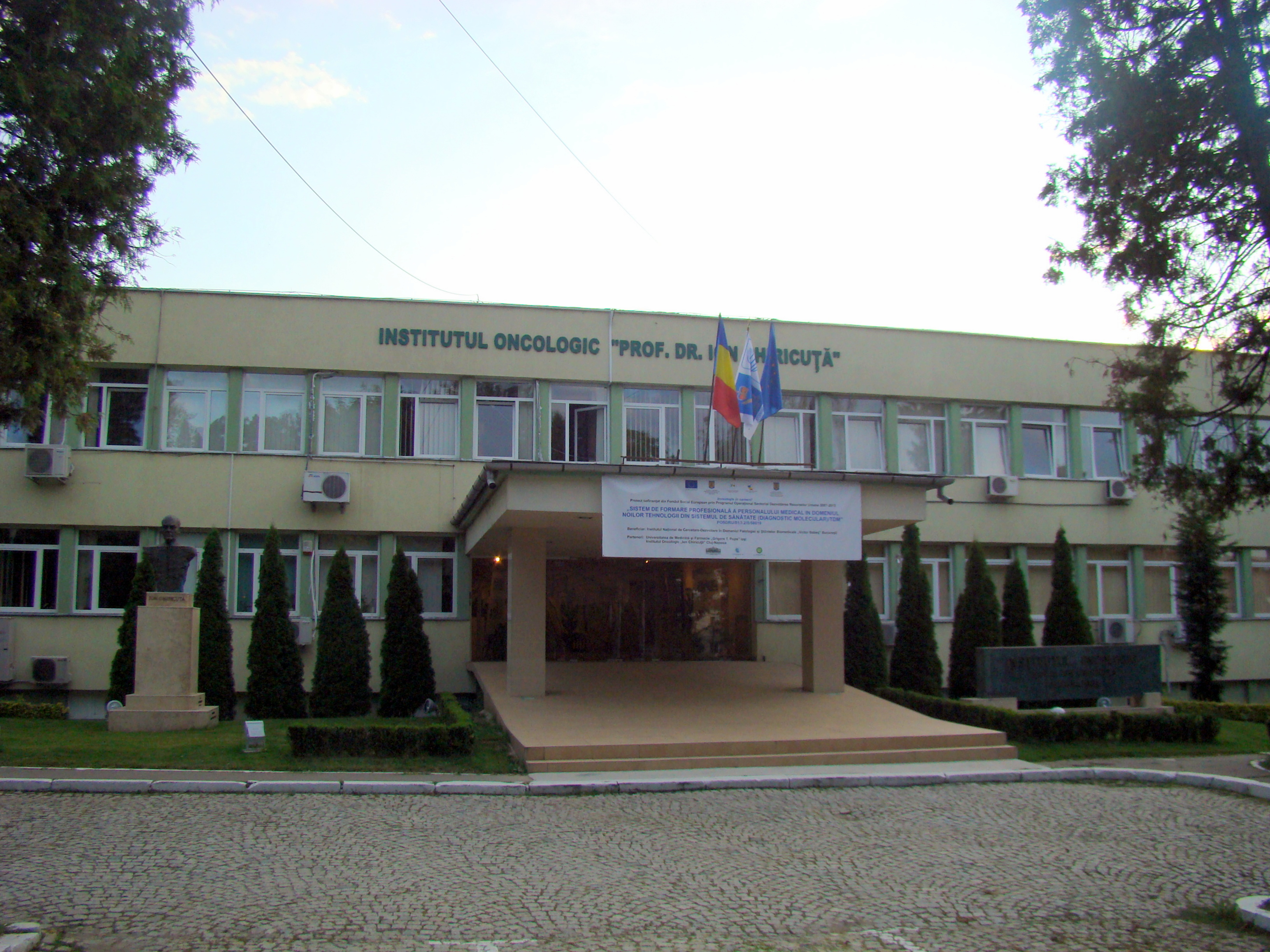
Institutul Oncologic „Prof. Dr. Ion Chiricuţă” din Cluj-Napoca

Activitatea științifică a profesorului I. Chiricuță este cuprinsă în peste 20 de monografii, peste 200 de articole publicate în țară sau în străinătate și peste 300 de comunicări științifice la diferite manifestări științifice naționale și internaționale. A introdus numeroase tehnici chirurgicale originale și având o largă utilizare: utilizarea marelui epiploon în tratamentul fistulelor vezico-vaginale, recto-vezicale și în cistoplastii; mastoplastie cu epiploon, histerectomie supraradicală, etc. Dintre realizările științifice se pot aminti: o nouă metodă de diagnostic citologic al cancerului colului uterin prin autorecoltare; diagnosticul biochimic al tumorilor maligne prin studierea modului de eliminare a magneziului din organism; studiul modificărilor metabolice după procedeele oncologice; lucrări experimentale în domeniul grefelor de organe și altele. Institutul de Oncologie din Cluj îi poartă azi numele "Institutul de Oncologie Profesor Ion Chiricuță".
Profesorului Ion Chiricuță s-a remarcat și prin calitatea sa de adevărat cunoscător și colecționar de artă. Colecția sa, pe care o amplifica mereu, însumează tablouri, grafică. El și-a dăruit colecția orașului natal Bârlad, unde este expusă în Muzeul "Vasile Pârvan". Ion Chiricuță a scris și un volum de poezii, numit "Minunatele fântâni".
Profesorul Nicolae Ghilezan caracterizează activitatea lui Ion Chiricuță astfel:

"Deși chirurg, Directorul Chiricuță este conștient de caracterul multidisciplinar al oncologiei și dotează în egală măsură sălile de operație dar și laboratoarele sau sectorul de radioterapie, pentru care într-o vreme când alți radiologi nu sesizau importanța radiațiilor de mare energie și a laboratoarelor de fizică. El le-a menționat impactul și necesitatea lor pentru modernizarea tratamentelor și ameliorarea rezultatelor"

Profesorul Gheorghe Funariu arată și el:
"Viața lui, o continuă dăruire pe tărâmul științei, este un exemplu și un imbold pentru numeroșii lui colaboratori și elevi de a duce mai departe prestigiul școlii oncologice și chirurgicale românești"